# まや丸
まや丸は、関西汽船が運航していたフェリー。

## 概要
関西汽船のフェリー化第二船として波止浜造船で建造され、1971年6月15日に別府航路に就航した。
就航時の船名は、まやだったが、1972年3月にまや丸と改名された。
1984年1月、くるしま7の就航により、阪神ー小豆島・高松航路に転配された。
1993年12月に引退、係船された。
1995年1月に常石造船グループの境ガ浜マリンアンドクルーズに売却され、摩耶丸となり、阪神・淡路大震災の復旧工事関係者向けの宿泊船として活用された。当初は新港第5突堤、5月以降は第6突堤に接岸した。
その後、1996年に海外売船され、フィリピンで SOUTHERN QUEENとして就航した。
2002年にROBLE SHIPPING LINESへ売却されHEAVEN STARと改名、セブ島 - レイテ島・サマール島航路に就航した。

### 航路
関西汽船
- 大阪港（弁天埠頭） - 神戸港（中突堤） - 松山港 - 別府港
- 大阪港（弁天埠頭） - 神戸港（中突堤） - 小豆島（坂手港） - 高松港

## 設計
ゆふ丸の同型船であるが、航海船橋甲板の設備が異なり、本船はカフェテリア、バーラウンジが配置されていたのに対して、ゆふ丸はレストラン、スナックとなっていた。
車両は乗用車のみ搭載可能で、トラックなど大型車は搭載できなかった。

## 船内

### 船室
| クラス | 部屋数   | 定員  | 設備         |
| ------ | -------- | ----- | ------------ |
| 特等   | 2名×4室  | 8名   | ツインベッド |
| 一等   | 4名×26室 | 104名 | 二段ベッド   |
| 特二等 | 14室     | 82名  |              |
| 二等   | 40区画   | 960名 |              |

### 設備
パブリックスペース
- エントランス
- 展望室

供食・物販設備
- カフェテリア
- バーラウンジ「まや」
- 売店

入浴設備
- 浴室

娯楽設備
- ゲームコーナー